# Kom, låt oss sjunga
Kom, låt oss sjunga är en sång med text från 1886 av Sven Johan Ögrim och musik från 1870 av George Frederick Root.

## Publicerad i
- Musik till Frälsningsarméns sångbok 1907 som nr 370.
- Frälsningsarméns sångbok 1929 som nr 301 under rubriken "Jubel, erfarenhet och vittnesbörd".
- Frälsningsarméns sångbok 1968 som nr 316 under rubriken "Det Kristna Livet - Jubel och tacksägelse".
- Frälsningsarméns sångbok 1990 som nr 504 under rubriken "Lovsång, tillbedjan och tacksägelse".